# Squamarina gypsacea
Squamarina gypsacea ist eine Krustenflechtenart. Diese häufig in den Alpen auf Kalk auftretende Art zeichnet sich durch olive, weiß berandete Schuppen und relativ große, hellbraune, nur undeutlich berandete Apothecien aus.  

## Merkmale

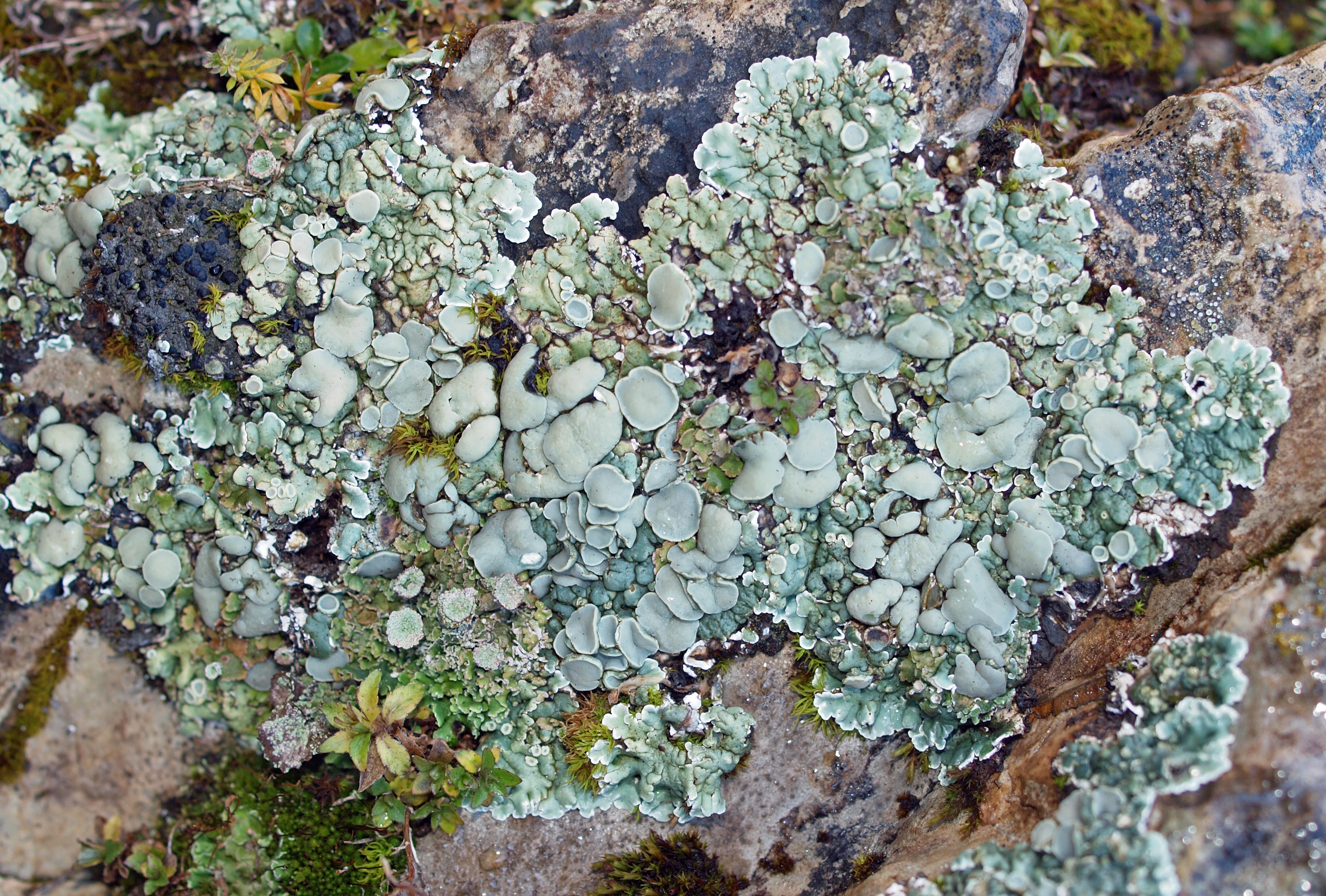
Squamarina gypsacea, Steiermark, Eisenerzer Alpen

Squamarina gypsacea ist morphologisch recht variabel. Das Lager ist dickschuppig und randlich gelappt. Die 2–5 mm großen und bis 1 mm dicken Schuppen sind weißlichgrün bis ockeroliv mit einem markanten weißen Rand. Die Apothecien erreichen einen Durchmesser von 10 Millimetern, sind konkav oder flach und oft nur undeutlich berandet. Die Scheibe ist gelbbraun. Die einzelligen Sporen sind zwischen 11,5–18,5 × 5–7 µm groß. Das Mark reagiert mit Phenylendiamin gelblich. Mit KOH (K) und Calciumhypochlorit (C) tritt keine Reaktion auf. Das Flechtenlager enthält Psoromsäure und Isousninsäure.

## Ökologie und Verbreitung
Squamarina gypsacea  ist eine mediterran-alpine Flechte, die vor allem in Felsspalten auf Kalk auftritt. Sehr häufig und allgemein verbreitet ist sie in den Kalkalpen oberhalb der Waldgrenze bis in die nivale Stufe (im Wettersteingebirge bis 2900 m). Ebenso häufig tritt sie in der Kalktatra und auf dem Balkan auf. Im Mittelmeergebiet beschränkt sie sich auf schattige Felsspalten. Sehr selten ist die Flechte nördlich der Alpen und Karpaten.

## Systematik und Etymologie
Squamarina gypsacea  ist die Typusart der Gattung Squamarina, die 1958 von Josef Poelt von der Gattung Lecanora abgetrennt wurde. Das lateinische Wort squama bedeutet Schuppe, gypsaceus heißt gipsähnlich. Die systematische Stellung der Gattung Squamarina   ist nicht ganz geklärt, sie wird einerseits zu den Stereocaulaceae gestellt,, manche Autoren stellen sie andererseits zu den Ramalinaceae .
Die Flechte Squamarina gypsacea wurde bereits 1791 vom englischen Botaniker J.E. Smith als Lichen gypsaceus beschrieben.